# Musée Archipélitude
Le Musée Archipélitude est un musée situé à Saint-Pierre, dans la collectivité d'outre-mer de Saint-Pierre-et-Miquelon, en France.

## Historique
Le musée est situé dans l’ancienne école publique de l’île aux Marins, ainsi que dans les Maison Jézéquel et à la Maison Grise.